# Mary Schneider
Mary Schneider (Rockhampton, 25 ottobre 1932) è una cantante australiana.
È considerata uno dei migliori cantanti di jodel attuali ed è vincitrice di numerosi premi internazionali tra cui 5 MO Awards. È soprannominata la "Regina dello jodel", mentre Howard Stern l'ha definita la "Ella Fitzgerald dello jodel".

## Biografia
Mary Schneider è la più giovane di cinque fratelli, tutti impegnati nella musica. Il padre è morto quando Mary aveva un anno. Mary inizia a suonare l'ukulele a 4 anni e a cantare lo jodel all'età di 6, influenzata dalla cultura tedesca originaria della famiglia. Durante l'infanzia canta spesso unitamente ai fratelli nella loro dimora avita nel Queensland.
Inizia a cantare professionalmente all'età di 11 anni, formando un duo assieme alla sorella Rita (scomparsa nel 2009) che prende il nome di The Schneider Sisters. Il duo si esibisce in Australia dal vivo e alla televisione, incidendo per la EMI Regal Zonophone.
Nel tempo Mary Schneider sviluppa un interesse anche per la musica jazz, grazie al fratello, chitarrista jazz sullo stile di Django Reinhardt. Impegnata per molti anni nei concerti dal vivo e nelle apparizioni televisive, si allontana dalla sala di registrazione per farvi ritorno solamente negli anni ottanta, quando incide l'album The Magic Of Yodelling.
Suggestionata da un sogno nel quale sognava di scendere da una scala di marmo cantando in jodel l'aria di un'opera, nel 1997 pubblica l'album Yodeling The Classics, nel quale canta in jodel numerosi brani di musica classica e operistica e a cui fa seguito un secondo volume nel 2001. Entrambi i dischi le fanno riscuotere consenso e attenzione in tutto il mondo, permettendole di entrare nella prestigiosa Guinness Encylopedia of Popular Music e in numerose trasmissioni televisive in Europa e Stati Uniti.
Nelle sue performance dal vivo Mary Schneider suona lo "Schneiderphone" (un complesso assemblaggio di washboard, corni, campane e cimbali), la chitarra, il banjo, il pianoforte e la fisarmonica.

## Vita privata
Mary Schneider ha una figlia, Melinda Schneider, anch'essa cantante di jodel.

## Discografia parziale

### Discografia con The Schneider Sisters

#### EP
- 1956 - Rockin' With The Schneider Sisters

### Discografia solista

#### Album
- 1981 - The Magic Of Yodelling
- Can't Stop Yodelling
- The Sound Of Yoodelling
- 1997 - Yodeling The Classics
- 2001 - Yodelling The Classics, Volume II
- Country Music In Australia
- Greatest Yodelling Album Of All Time

#### Raccolte
- 2005 - The great Mary Schneider - Australia´s queen of yodelling
- 2007 - Yodelling The Classics - The Complete Collection